# Carrie Steinseifer
Carolyn Lynne Steinseifer dite Carrie Steinseifer, née le 12 février 1968 à Redwood City, est une nageuse américaine.

## Biographie
Aux Jeux olympiques d'été de 1984 à Los Angeles, Carrie Steinseifer participe à trois épreuves :
- elle est sacrée championne olympique du 100 mètres nage libre, terminant ex æquo avec sa compatriote Nancy Hogshead ;
- elle est sacrée championne olympique du relais 4x100 mètres nage libre ;
- elle participe aux séries du relais 4x100 mètres quatre nages, mais ne fait pas partie du relais final remporté par les Américaines.

Elle est admise au sein de l'International Swimming Hall of Fame en 1979.